# エンドケイプ
エンドケイプ（Endcape、1973年〈昭和48年〉10月19日 - ）は、日本の作詞家、クリエイター。男性。東京都出身。

## 略歴
2009年（平成21年）、芸能事務所であるフィットに移籍。
2010年（平成22年）9月より、TokyoMXやアクトビラのcute365で放送された、油絵を描き続ける番組「みひろラボ」で金子みひろと共演。2011年（平成23年）7月、作曲家・菅野祐悟のプロジェクトでコーラスに田村ゆかりが参加した「電源線隊セツデンジャー」で作詞を担当。7月、ライブアクトアイドルであるアリスインアリス（二期）の新曲において作詞総合ディレクターとして、しほろっち夏祭り花火大会に参加。
2017年（平成29年）、ビーイング専属作詞家となる。
2022年　鎌倉御朱工房にて、御朱印帳を販売

## 人物

### 作詞家
自身が作詞を手掛けた「初音ミク LOL -lots of laugh-」が、2013年（平成25年）10月時点においてニコニコ動画で100万再生を超える。
2016年（平成28年）にはテレビアニメ『ジョジョの奇妙な冒険 Part4 ダイヤモンドは砕けない』オープニング曲「Great Days」、2020年（令和2年）には『劇場版 仮面ライダーゼロワン REAL×TIME』主題歌「A.I. ∴ All Imagination」、2022年（令和4年）には映画『KAPPEI カッペイ』主題歌「鉄血†Gravity」の作詞も、それぞれ手掛けた。西川貴教が歌う曲の歌詞も複数手掛けており、西川が2022年（令和4年）に世に出したアルバム『SINGularity II -過形成のprotoCOL-』では、エンドケイプが作詞を手掛けた4曲「Judgement」「The Barricade of Soul」「慕情」「鉄血†Gravity」が収録されている。
CDは全種類購入した程、FAIRCHILDの大ファンであり、リードボーカルだったYOUにテレビ番組のスタジオで挨拶した際には、その事実を緊張のあまり告げることが出来なかった程である。

### バナナアート
2013年（平成25年）、バナナの皮にピンで絵を描くバナナートを開始し、夏には個展「バナナタトゥー秘宝館」を開催。2014年（平成26年）には、ユニフルーティー ジャパンが国内で販売を行うチキータバナナの公式バナナーティストとなる。
2014年（平成26年）、第52回ギャラクシー賞のCM部門において入賞。2015年（平成27年）、第68回広告電通賞においてプロモーション優秀賞を獲得。同年、第9回キッズデザイン賞の子どもの未来デザイン 感性・創造性部門において受賞。同年、映文連アワードにおいて審査員特別賞を獲得。2016年（平成28年）、第14回JPMプランニング・ソリューション・アワードのブランディング・プロモーション企画において準部門賞を獲得。同年、The Marketing Agencies Association Worldwideのグローブス賞においてPR部門最高賞を獲得。
バラエティ番組『プレバト!!』では、2021年（令和3年）7月8日放送回から開始されたコーナー「バナナアートの才能査定ランキング」において、査定員として出演。番組では、出演者へ助言を行ったり手本を披露。2023年（令和5年）2月9日放送回では、査定への出演者が西川貴教の姿を描いたバナナアートを制作した際に、エンドケイプ自ら西川の作詞も手掛けている事実を公表したが、司会の浜田雅功やスタッフも、それまでその事実を知らなかった。

### 趣味
エアコン室外機のマニアであり、撮りためた写真をweb上で公開している。

## エピソード
2009年（平成21年）1月2日、山手線を徒歩で14時間30分かけ一周する。
2022年（令和4年）、アマチュア無線3級免許を取得。

## 作品等

### 作詞
- 映画『KAPPEI カッペイ』主題歌「鉄血†Gravity」Vo.西川貴教 featuring ももいろクローバーZ
- Thunderbolt Fantasy 東離劍遊紀「Judgement」Vo.西川貴教
- 劇場版 仮面ライダーゼロワン REAL×TIME主題歌「A.I. ∴ All Imagination」Vo.J×Takanori Nishikawa
- ジョジョの奇妙な冒険 ダイヤモンドは砕けないOP「Great Days」
- 「Elegy of Prisoner」Vo.西川貴教
- 京都市交響楽団 交響組曲『Life～永遠の夢人～』Vo.西川貴教　Beverly
- 「おうちっち」Vo.吉木りさ
- ゲーム revisions next stageテーマソング『君のいない景色』Vo.花江夏樹
- NHK連続テレビ小説「半分、青い。」オリジナル・サウンドトラック3『職人気質』
- 神楽酒造天孫降臨CMソング「Sun and Moonlight」Vo.ハセガワダイスケ
- カネボウ化粧品suisaiCMソング「TRUE TRUE」Vo.ryuchell
- 映画昼顔劇中歌「月華節」
- 映画イマジネーションゲーム主題歌「イマジネーションゲーム」Vo.板野友美
- KiLLER KiNG「Twinkle☆Bingo」
- BAND-MAID「OOPARTS」
- おとうさんといっしょ「でんでんのうた」
- 初音ミク「LOL -lots of laugh-」
- 初音ミク「SA-KU-RA」
- 初音ミク「ロク・サン・ヨン」
- 初音ミク「45分の恋人」
- 初音ミク「迷路」
- 初音ミク「家出少女と未亡人」カラオケJOYSOUND 収録曲
- 初音ミク「花魁ROCK」
- 電源線隊セツデンジャー「電源線隊セツデンジャー」
- 五ノ井ひかり「行け！シホロンファイブ」（士幌町・ジャガイモンプロジェクト運営キャラクター・しほろっち戦隊シホロンファイブ（リーダー：ジャガイモン） 公式ソング）
- ゆきゆっき「「カパル大行進　〜みんなありカパール〜」埼玉志木市文化スポーツ振興公社のゆるキャラカパル公式ソング
- ゆきゆっき「ヌメヌメ大行進　〜オマイらさん達は全裸待機〜」埼玉志木市文化スポーツ振興公社のゆるキャラカパル公式ソング
- リンクス「神回シンドローム」
- TAKNOKO▲「イタダキ★アイドル」
- アリスインアリス「Highland Star」
- じゅじゅ「呪呪」
- じゅじゅ「-零-」Live PV
- じゅじゅ「あたしはMAMONO」
- じゅじゅ「アネモネ」
- じゅじゅ「ノロイ・ハジメ」
- じゅじゅ「全部嘘」
- NEER「SOUND-SCAPE」
- NEER「Driving Force 〜真夜中のスプートニク〜」
- ERIKA「リボンのえかきうた」（キラキラハッピー★ ひらけ!ここたま）
- イケてるハーツ「Happy Day = Beautiful Day」
- ハラ塾DREAMMATE「First Step」
- ハラ塾DREAMMATE「すぅいーと(´▽`) 」
- ハラ塾DREAMMATE「茜色の空に問いかけた」
- ハラ塾DREAMMATE「Agitation」
- ハラ塾DREAMMATE「Remember me」
- ハラ塾DREAMMATE「FUTURE IMAGE」
- ハラ塾DREAMMATE「メヲトジテ」
- ハラ塾DREAMMATE「Happy×2 Mind」

### 雑誌/WEB連載
- ハラジュク迷路（モバイル原宿＊表参道、2008年-2009年）
- 週刊実話ザ・タブー室外機マニア
- Rooftopコラム室外機マニア連載 2010年〜
- 黒田勇樹編集・日本一馬鹿なメルマガ「黒田運送(便)ハイパー」 2011年〜
- デイリーポータルZ 2014年〜
- Men's JOKER PREMIUM「出汁をでじると読む人生」2015〜
- 東京新聞
- HOT PEPPER
- 読売KODOMO新聞

### 楽曲収録ゲーム・CD
- Lots of Love feat.初音ミク（2012年）
- 初音ミク 5thバースデーベスト 〜impacts〜（2012年）
- 任天堂3DS Project mirai（2012年）
- 任天堂3DS Project mirai2（2013年）

### 小説
- 「ねぇワンハンドレッド」（2022年）[18]

### イラスト作品
- ケロ☆ユニット東京国際アニメフェア東京都行政書士会ブースキャラクター（2009年）
- NHK BSプレミアムおとうさんといっしょでんでんのうたキャラクター（2013年）

## 出演

### バラエティ
- プレバト!!（2021年7月8日 -、毎日放送） - 「バナナアートの才能査定ランキング」査定員